# Thomas Ier d'Aquin
Thomas Ier d'Aquin (en italien : Tommmaso I d'Aquino ; né à Alvito vers 1185 et mort le 27 février 1251) est un homme politique italien, figure éminente du cercle de Frédéric II de Hohenstaufen ; il fut premier comte d'Acerra, seigneur de Nusco et Montella à partir de 1220, justicier d'Apulie et de Terre de Labour à partir de 1221, capitaine général du royaume de Sicile en 1232.

## Biographie
Il est le fils d'Adenolfo di Alvito (Adenulfus de Albeto) et d'Ottolina dell'Isola.
En 1212, il accueille à Gaète le jeune Frédéric II, qui se rend en Allemagne. À l'occasion du couronnement de Frédéric à Rome en 1220, Thomas est investi du comté d'Acerra, déjà possession de sa famille, et des fiefs de Montella et de Nusco.
Dans la guerre contre Thomas de Celano (it), le seul comte du royaume absent au couronnement de l'empereur, il conquiert Boiano, assiège Celano, Ovindoli et Roccamandolfi, où s'est réfugiée la comtesse de Molise, Giuditta.
Pendant de nombreuses années, il est toujours aux côtés de l'empereur dans les actions militaires et diplomatiques : en juillet 1225, très probablement, lors des négociations de la diète de San Germano (it) ; en automne, lorsque Frédéric célèbre son mariage avec Isabelle à Brindisi ; en 1226 à Rimini, lorsque l'empereur convoque son fils Henri de Hohenstaufen et les princes allemands à la diète de Crémone (it) ; puis à Pise et de nouveau en Sicile.
À l'été 1227, alors que Frédéric s'apprête à partir pour la sixième croisade, Thomas mène les négociations avec le sultan Al-Kâmil. Au printemps 1228, c'est Thomas lui-même qui se rend à Bagdad pour faire ratifier par le calife le traité de Jaffa entre Frédéric et Al-Kâmil.
En 1229, les troupes impériales sous le commandement de Thomas détruisent Sora qui, après une révolte de barons, avait refusé de se soumettre à Frédéric. Il participe alors aux négociations qui conduisent Frédéric à signer la paix de San Germano avec le pape le 28 août 1230. Il est de nouveau aux côtés de Frédéric dans de nombreux événements importants du royaume : à Melfi, au cours de l'été 1231, lors de la promulgation des constitutions de Melfi ; en décembre 1231 à Ravenne, pour résoudre le conflit entre l'empereur et les cités lombardes.
En juillet 1232, il est nommé podestat de Crémone ; et entre 1235 et 1237, en l'absence de Frédéric, il est chargé de l'administration du royaume, avec les archevêques de Palerme et de Capoue et l'évêque de Ravello.
Dans un document de 1240, Frédéric lui demande d'envoyer une certaine quantité « de pulvere pro destructione lupirum » au secreto de Messine : on pense que Thomas avait appris le secret de la fabrication de la poudre à canon en Syrie.
En juin 1242, il retourne en Terre sainte comme bailli du royaume de Jérusalem. Il y apprend la mort de son dernier fils, Adenolfo, en mission en Hongrie.
Il meurt le 27 février 1251.

## Mariage et descendance
Il épousa Marguerite d'Ugento, dont il eut des plusieurs enfants :
- Adenolfo (mort en 1242), capitaine général des troupes impériales en Lombardie ;
- Landolfo (mort vers 1240), qui possédait des fiefs en Terre d'Otrante ;
- Cubitosa, religieuse.

Le fils d'Adenolfo, Thomas, hérita des fiefs de son grand-père en 1251.